# 双沟大曲
双沟大曲产于中国江苏省宿迁市泗洪县双沟镇，是浓香型白酒。目前由江苏双沟酒业股份有限公司运营此品牌，采用高粱为原料，以小麦、大麦、豌豆等制作的高温大曲作为糖化发酵剂，采用传统混蒸工艺，经过老窖长期适温缓慢发酵分层出醅配料，适温缓慢蒸馏，分段品尝截酒。

## 历史
双沟酒在秦汉时期酿酒技艺即已成熟。《天工开物·酒母》记载：“凡燕、齐、黄、酒曲药，多从淮郡造成，载于周东北市。”其中“淮郡”即包括双沟地区。
唐宋时期，双沟酿酒业兴盛，时有“看景看扬州，饮酒饮双沟”之誉。
明清时期，双沟酒因成为皇室贡酒而闻名。清朝康熙五十八年（1720年），山西太谷县一贺姓酒师慕名来到双沟，租用朱家祠堂的全德槽坊酿酒，逐渐发展为当地最大的酒坊。康熙六十一年千叟宴，双沟所隶属的泗州选用全德槽坊三坛特制佳酿入朝贺寿，康熙帝封之为皇室贡酒。
清朝宣统二年（1910年），南洋劝业会上，双沟大曲被评为国际名酒第一，荣获金质奖章。
1979年，陈毅长子、时任团中央书记处书记陈昊苏前来双沟，写下《长相思·水调歌头》“古泗州，醉猿洲，特液酿成淮水头，浓香品质优；争上游，再上游，不愧中华第一流，举世赞双沟。”
1984年，第四次全国评酒会上，该酒以“色清透明，香气浓郁，风味协调，尾净余长”的浓香型典型风格被评为国家名酒。
1994年，由中国食品协会、中国质量管理协会等单位组织的全国名优白酒检评中，双沟大曲继续保持国家名优酒称号。
2001年，荣获“中国十大文化名酒”称号。
2010年4月8日，洋河酒厂受让双沟酒业40.59%股权，宿迁市政府发布《关于推进酒业快速发展，打造“酒都宿迁”的意见》（宿政发〔2009〕113号），拓展双沟酒业。